# Pseudopostega denticulata
Pseudopostega denticulata là một loài bướm đêm thuộc họ Opostegidae. Nó là loài duy nhất được tìm thấy ở miền đông và miền tây Ecuador.
Chiều dài cánh trước khoảng 2.3 mm. Adults are mostly white. Con trưởng thành bay vào tháng 1.